# Nosso Senhor dos Passos

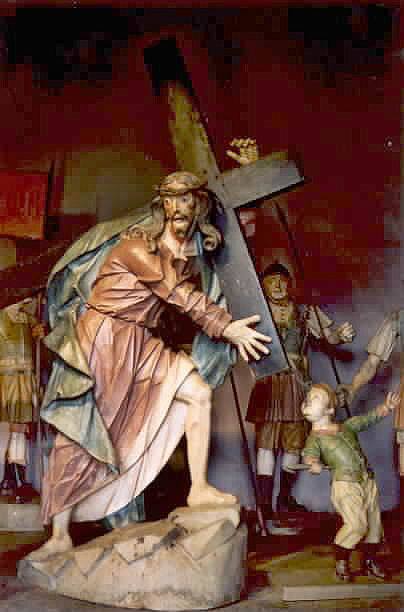
Aleijadinho: Nosso Senhor dos Passos no Santuário do Bom Jesus de Matosinhos.

Nosso Senhor dos Passos, ou Senhor Bom Jesus dos Passos, é uma invocação de Jesus Cristo e uma devoção especial na Igreja Católica a ele dirigida, que faz memória ao trajeto percorrido por Jesus Cristo desde sua condenação à morte no pretório até o seu sepultamento, após ter sido crucificado no Calvário.
A história desta devoção remonta à Idade Média, quando os cruzados visitavam os locais sagrados de Jerusalém por onde andou Jesus a caminho do martírio, e quiseram depois reproduzir espiritualmente este caminho quando voltaram à Europa sob forma de dramas sacros e procissões, ciclos de meditação, ou estabelecendo capelas especiais nos templos. 
No século XVI se fixaram 14 momentos principais deste trajeto, embora o número tenha variado na história do catolicismo de sete a 39. Estes pontos principais são chamados de as estações ou os passos da Paixão de Cristo ao longo da Via Sacra ou Via Crucis. São eles:
- I. Jesus é condenado à morte
- II. Jesus carrega a cruz às costas
- III. Jesus cai pela primeira vez
- IV. Jesus encontra a sua Mãe
- V. Simão Cirineu ajuda Jesus a carregar a cruz
- VI. Verônica limpa o rosto de Jesus
- VII. Jesus cai pela segunda vez
- VIII. Jesus encontra as mulheres de Jerusalém
- IX. Terceira queda de Jesus
- X. Jesus é despojado de suas vestes
- XI Jesus é pregado na cruz
- XII. Morte de Jesus na cruz
- XIII. Descida do corpo de Jesus da cruz
- XIV. Sepultamento de Jesus

Esta invocação se tornou muito popular em alguns países como Portugal e Brasil, dando origem a rica iconografia e onde existem inúmeras igrejas fundadas sob sua proteção, e na Quaresma são realizadas procissões especiais chamadas de Procissão dos Passos e Procissão do Encontro.
Tais celebrações em muitos lugares são realizadas durante a chamada festa de Passos, geralmente organizadas pela Irmandade dos Passos, como por exemplo a procissão do Senhor Jesus dos Passos, organizada pela Real Irmandade do Senhor dos Passos da Graça, com sede na Igreja de Graça, em Lisboa, teve origem no ano de 1586, fundada pelo pintor Luís Alvares de Andrade.
Na cidade de São Cristóvão, em Sergipe, ocorre anualmente, no segundo final de semana da Quaresma, a romaria do Senhor dos Passos, com aproximadamente duzentos mil romeiros e inúmeras práticas penitenciais. A referida imagem foi encontrada às margens do Rio Paramopama, dentro de uma caixa, que constava apenas a inscrição: "Para a Cidade de Sergipe d'El Rey". É também o padroeiro da cidade de Passos (Minas Gerais), cujo nome é uma forma curta para (Nosso Senhor) Bom Jesus dos Passos. 
Em Pirenópolis, Goiás, as celebrações de Passos tiveram início no século XVIII, pela Irmandade do Senhor do Bonfim/Passos, sediada na Igreja do Bonfim, local onde celebrava-se em todas sextas do ano, missa com orquestra. Com a extinção dessa Irmandade no século XIX, a Irmandade do Santíssimo Sacramento assumiu a realização das celebrações de Passos, tradicionalmente realizadas na cidade no fim de semana antecedente a Páscoa (sexta-feira das Dores, Sábados dos Passos e Domingo de Ramos ao anoitecer). Em 2019, tais celebrações foram declaradas Patrimônio cultural imaterial do município:

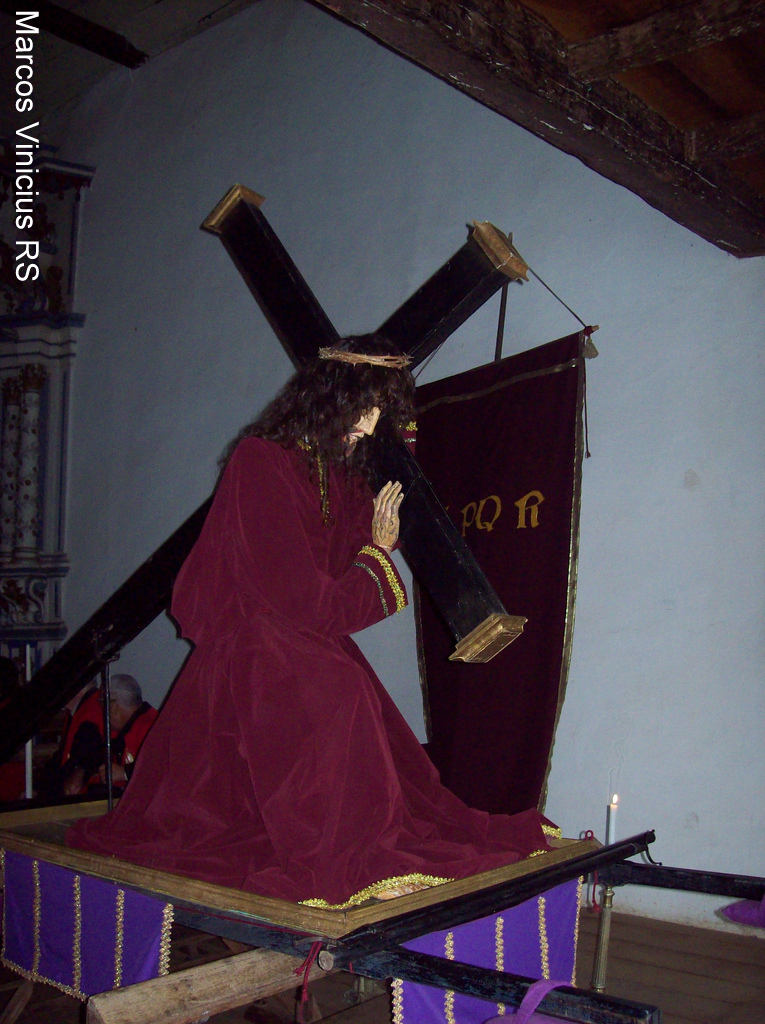
Procissão do Encontro, Semana Santa em Pirenópolis, onde se leva uma imagem de roca.
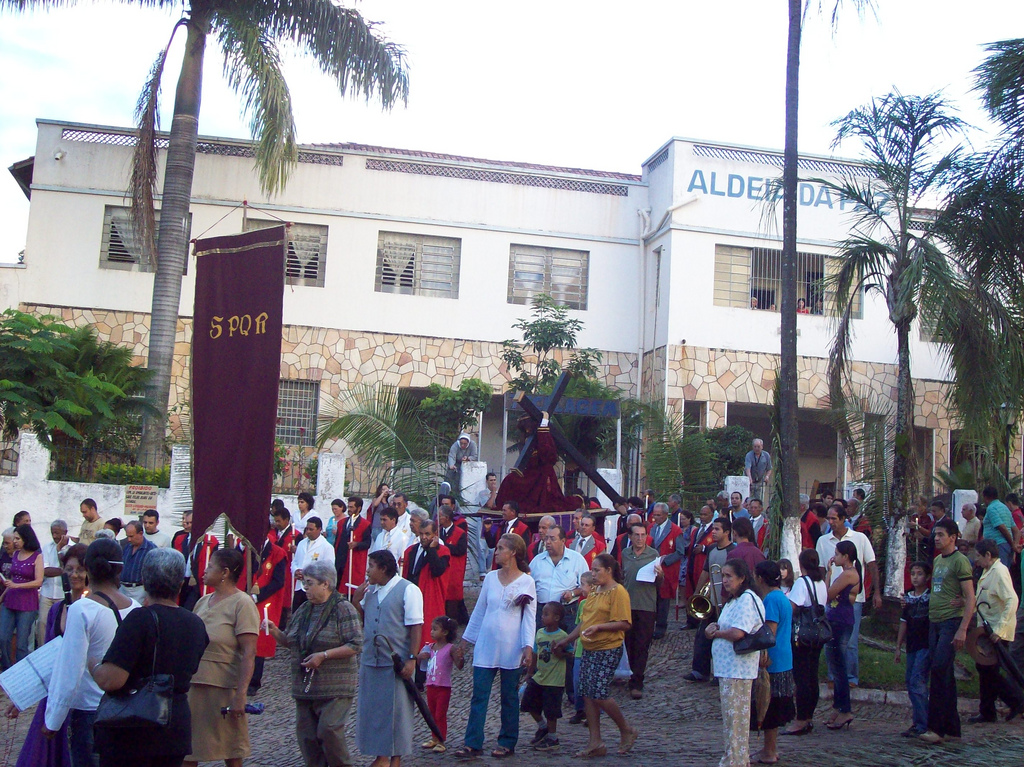
Procissão do Encontro, Semana Santa em Pirenópolis.
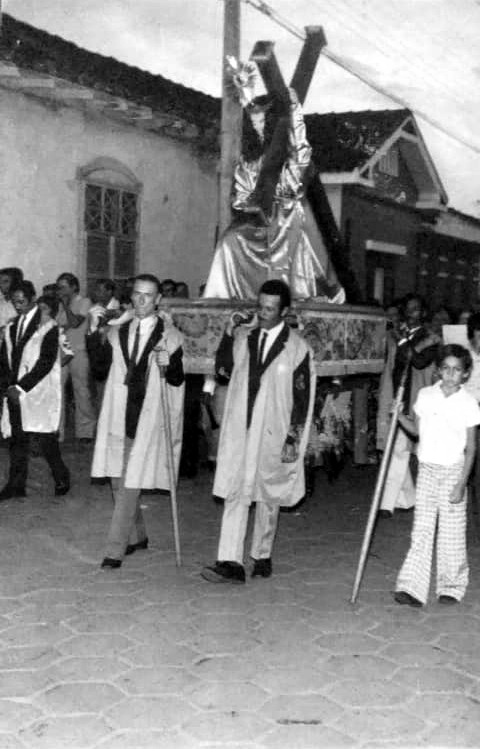
Senhor do Passos de Pirenópolis, sendo conduzidos pelos Irmãos do Santíssimo a caminho do Encontro, durante a Procissão do Encontro em meados do século XX.
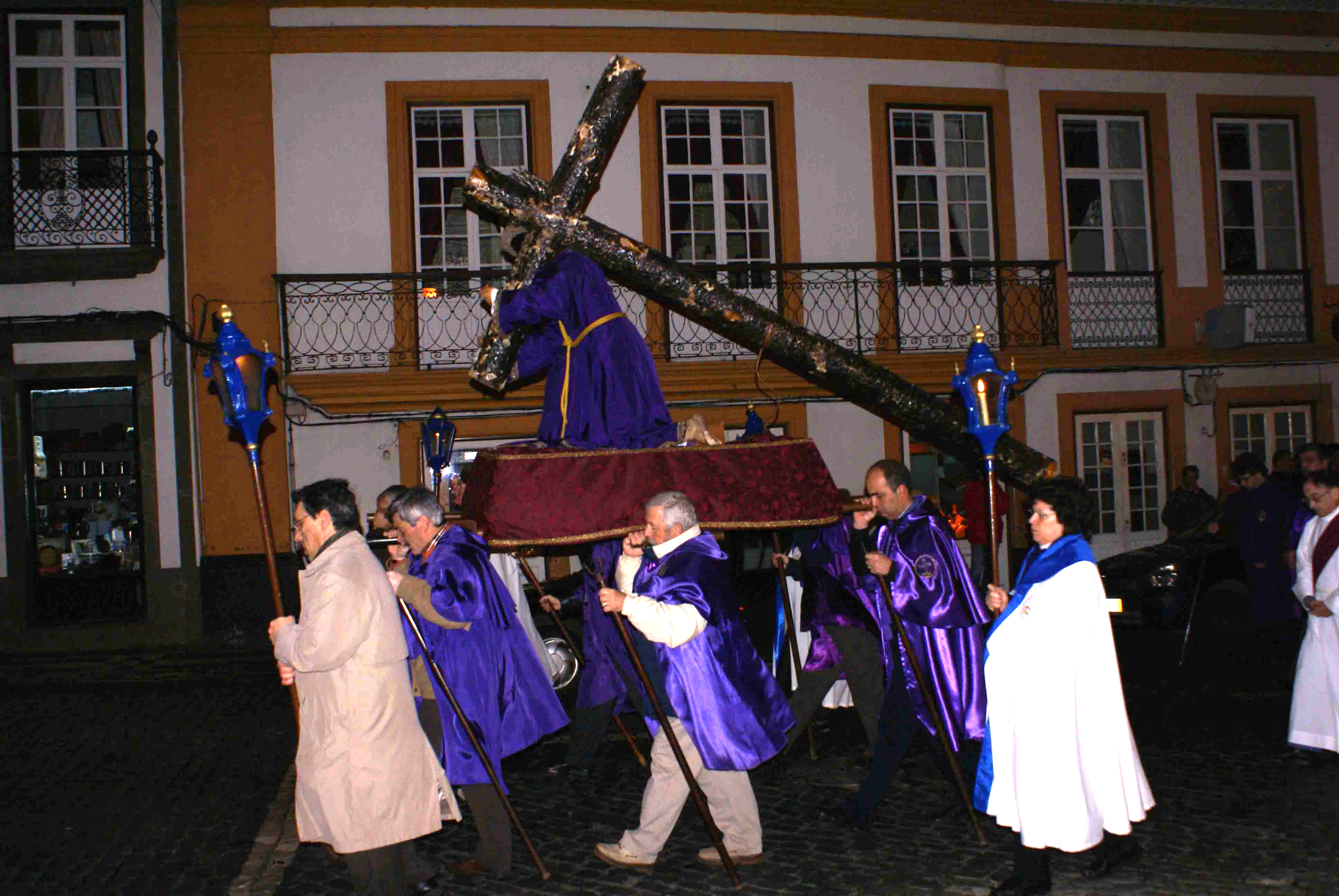
Procissão do Senhor dos Passos, que se encontra na Igreja de Nossa Senhora do Carmo (Angra do Heroísmo), ilha Terceira, Açores.